# Rafig Huseynov
Rafig Huseynov (Tasquente, 16 de maio de 1988) é um lutador de estilo greco-romana azeri, medalhista olímpico.

## Carreira
Huseynov esteve nos Jogos Olímpicos de Verão de 2020 em Tóquio, onde participou do confronto de peso meio-médio, conquistando a medalha de bronze após derrotar o armênio Karapet Chalyan.